# Dan Benishek
Daniel Joseph Benishek, detto Dan (Iron River, 20 aprile 1952 – 15 ottobre 2021), è stato un politico statunitense, membro della Camera dei Rappresentanti per lo stato del Michigan dal 2011 al 2017.

## Biografia
Nato e cresciuto ad Iron River, Benishek si laureò in medicina e divenne chirurgo.
Dopo aver svolto questa professione per molti anni, nel 2010 Benishek annunciò il suo ingresso in politica con il Partito Repubblicano e nello stesso anno si candidò alla Camera dei Rappresentanti per il seggio lasciato vacante dal democratico Bart Stupak. Benishek riuscì a vincere le elezioni e divenne così deputato, per poi essere riconfermato nelle successive tornate elettorali, fin quando nel 2016 annunciò il proprio ritiro.